# Saltando a la comba, La Granja
Saltando a la comba, La Granja es una pintura al óleo sobre lienzo de Joaquín Sorolla y Bastida de 166 × 105  cm realizada durante el verano de 1907 en Valsaín (Segovia) representando a su hija pequeña Elena de doce años jugando en los jardines con otras niñas. Durante este verano, el pintor y su familia se mudaron a La Granja de San Ildefonso para realizar el Retrato de Alfonso XIII con uniforme de húsares.

## Descripción
La pintura representa a un grupo de niñas jugando en un parque. Su bullicio y ajetreo contrastan con la tranquilidad del entorno. En primer plano, una niña salta a la cuerda. El segundo plano está marcado por la presencia de un árbol plano que delimita el espacio. Por último, al fondo, una niña más pequeña vestida de blanco también salta a la comba frente a un estanque de agua alrededor del cual corren otras dos niñas pequeñas. En el fondo se pueden ver troncos de plátanos y un seto con flores rojas que ocultan el resto del entorno. Según la historia del pintor, la escena se desarrolla en el Parque del Palacio Real de San Ildefonso de La Granja, y probablemente representa a miembros de la familia del pintor, pues le acompañaron su esposa Clotilde, la hija menor Elena y la mayor María, que habían ido a la Granja de San Ildefonso a petición del rey para llevar a cabo el Retrato de Alfonso XIII.
Como suele ser el caso con Sorolla, el trabajo refleja la influencia de la fotografía que había estudiado a una edad más temprana, pero aquí la pintura parece haberse beneficiado de las contribuciones de Étienne-Jules Marey, quien recientemente había fijado el movimiento en una placa fotográfica. Lo que tuvo un importante eco entre los pintores de principios de siglo. El Museo Giveny también muestra esta influencia por Degas.
El pintor también realizó durante su estancia en la Granja y en Valsaín varias pinturas entre ellas El baño de la reina, Valsaín o la Tormenta sobre Peñalara.